# プロドゥア・クンバラ
クンバラ（Kembara）は、マレーシアの自動車メーカー、プロドゥアが製造・販売していたSUVである。

## 概要
前期型

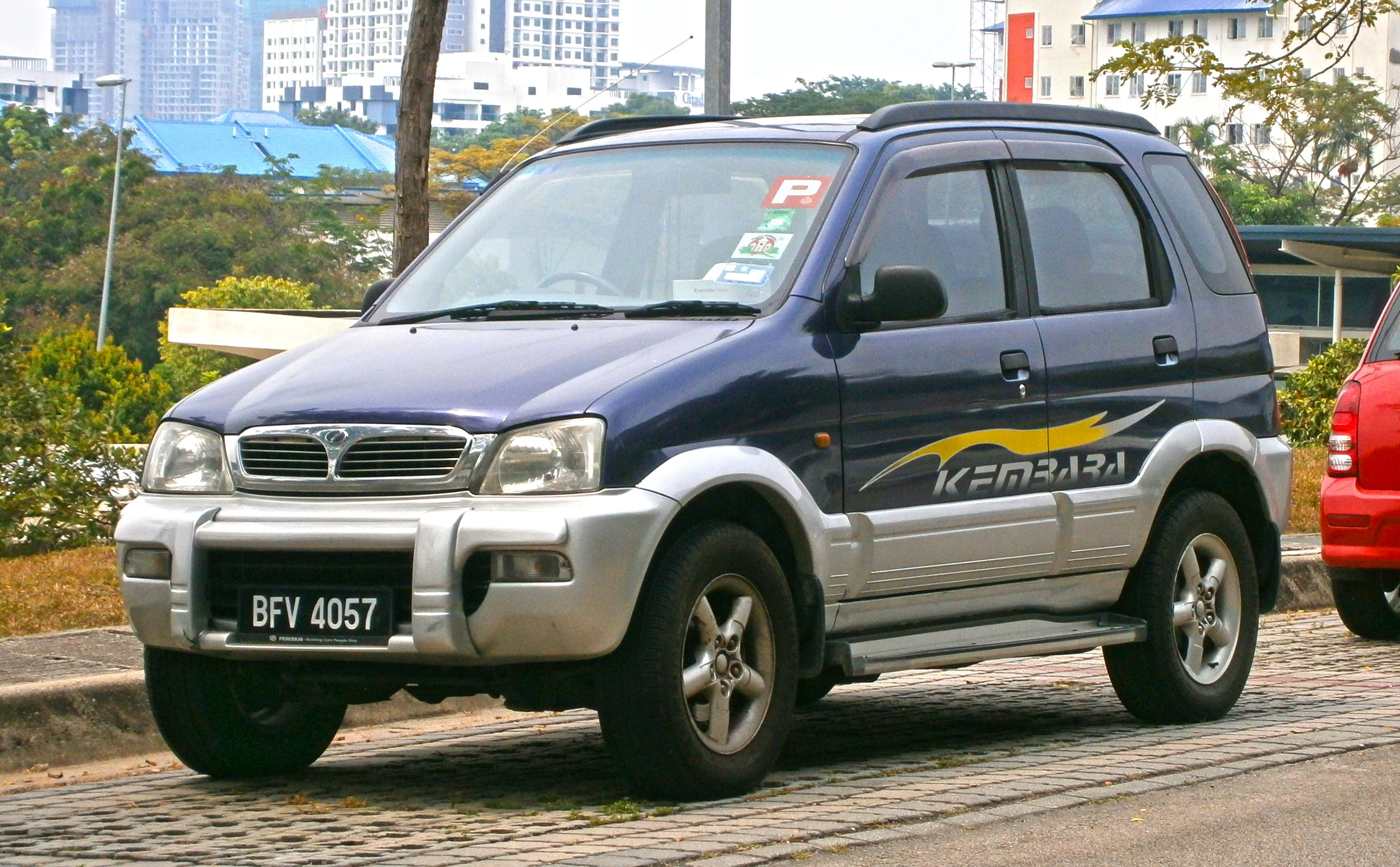
1.3 GX-EZグレード（フロント）
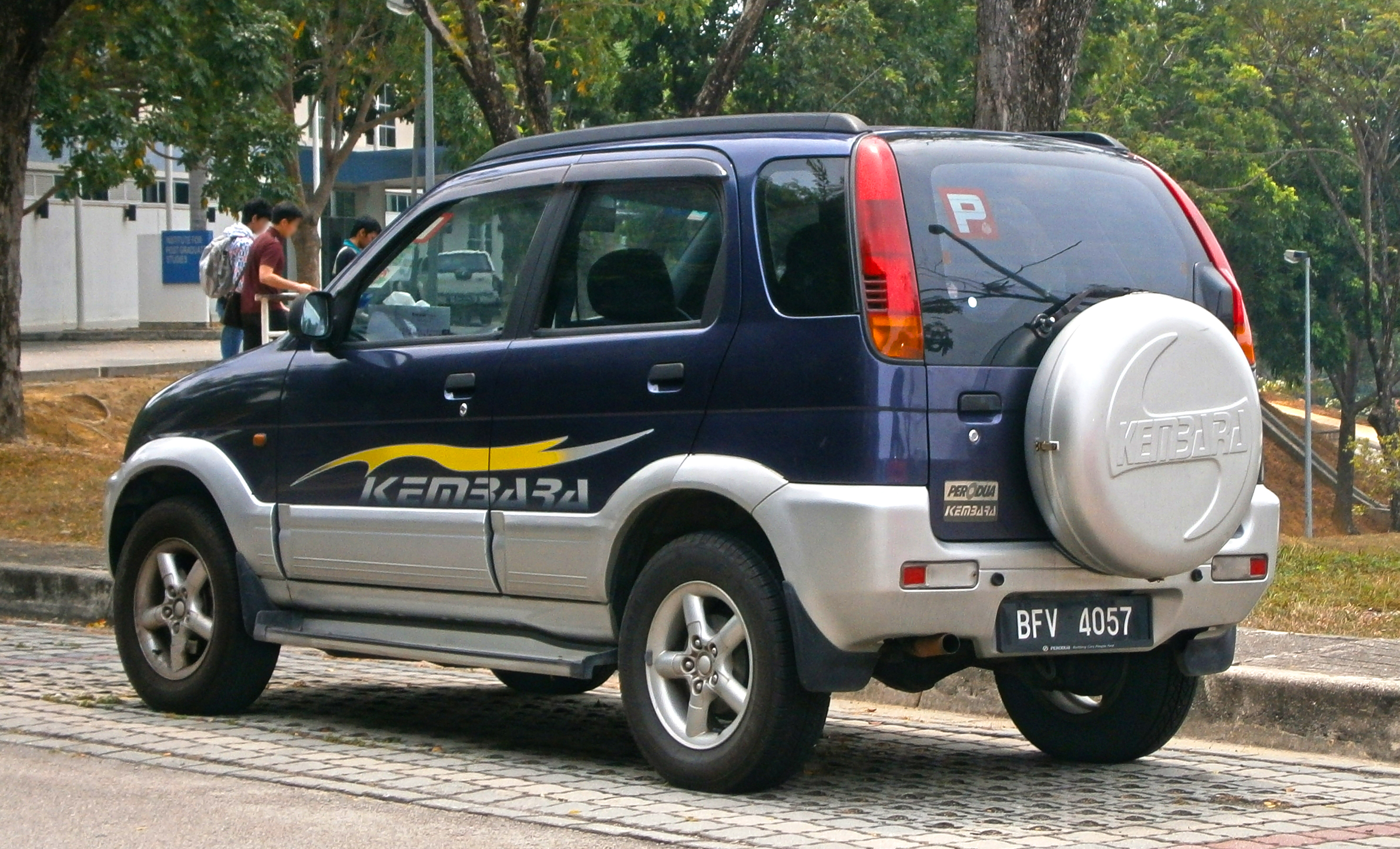
1.3 GX-EZグレード（リア）

後期型

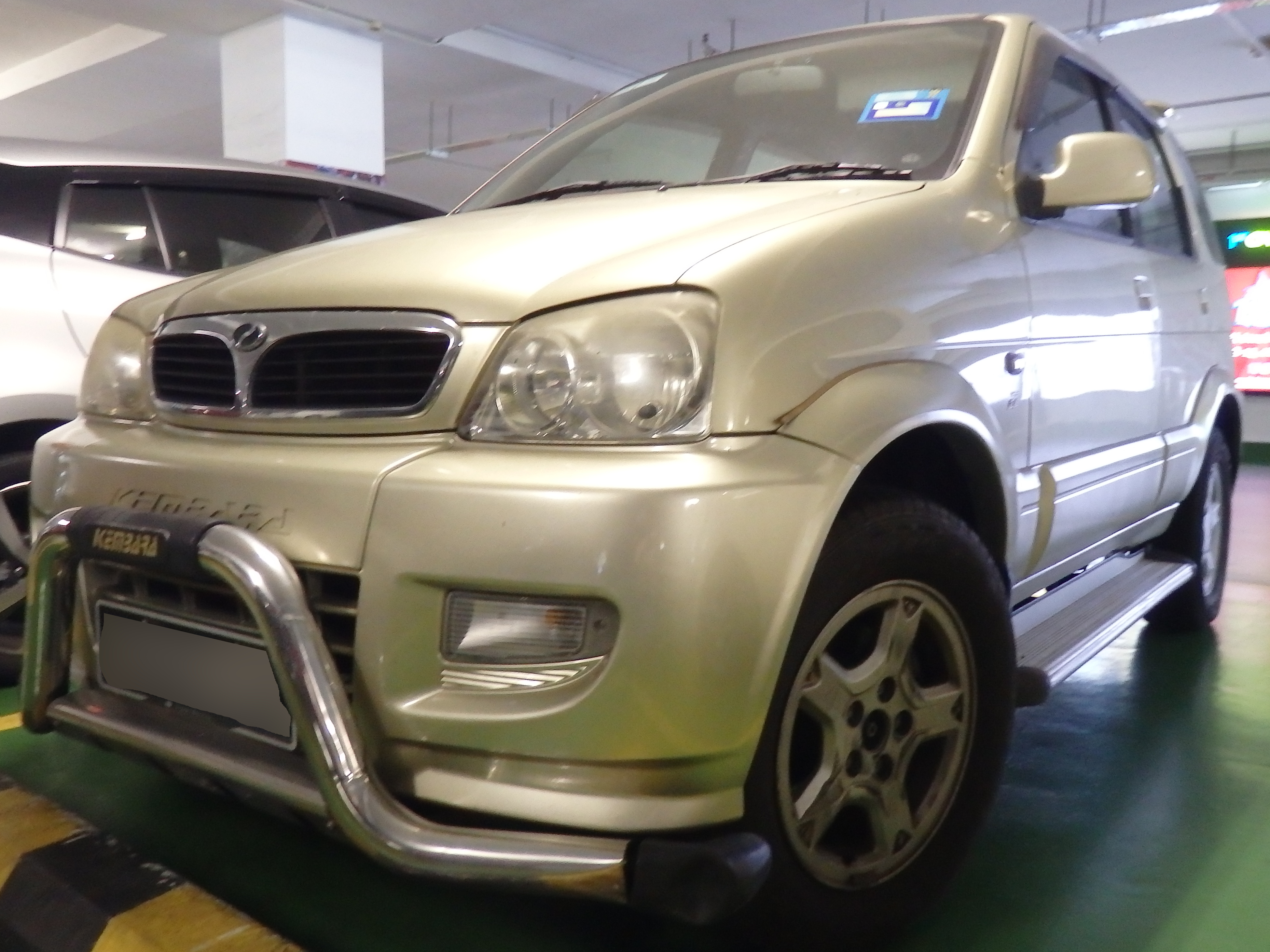
CTエレガンスグレード（フロント）
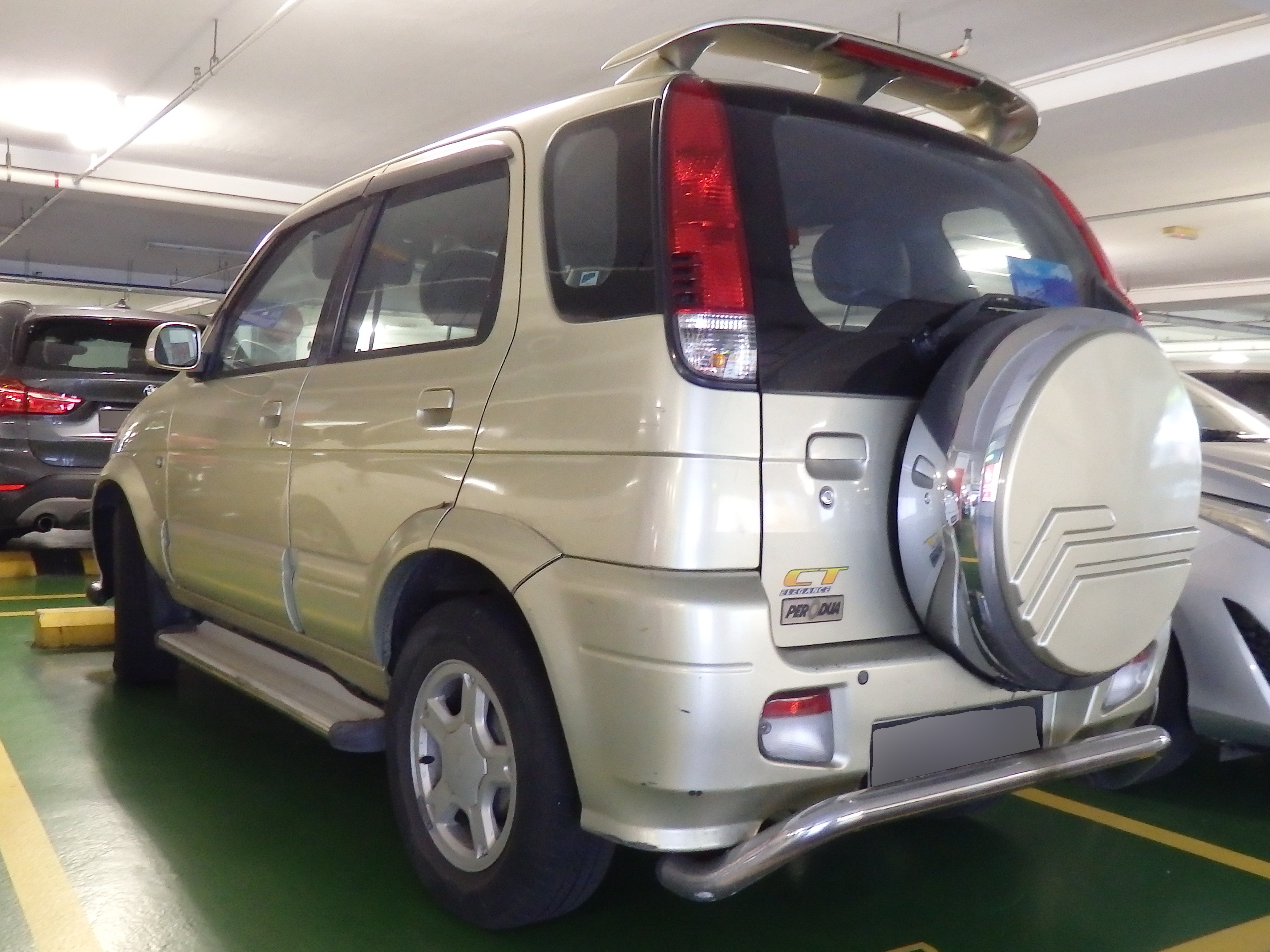
CTエレガンスグレード（リア）
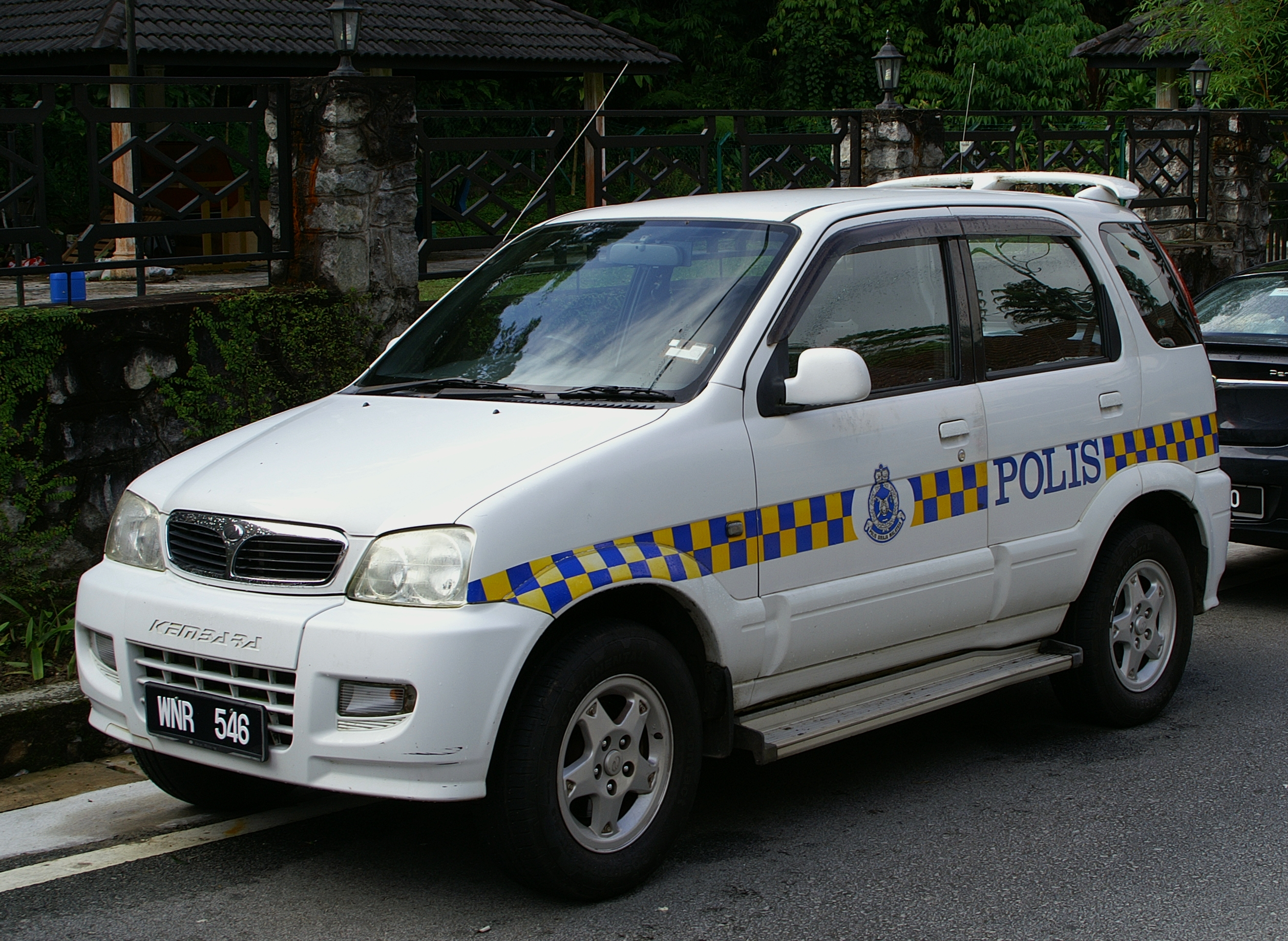
マレーシアパトロールカー